# 新城南街
39°54′08″N 116°38′53″E / 39.902114983099224°N 116.64803692653284°E

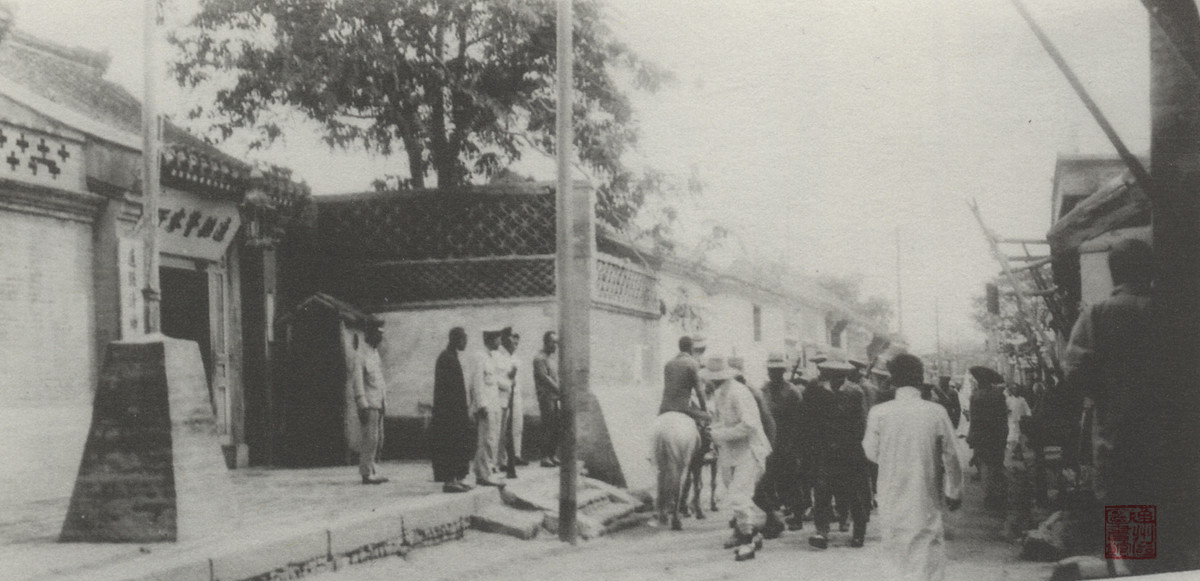
1930年代的新城南街。

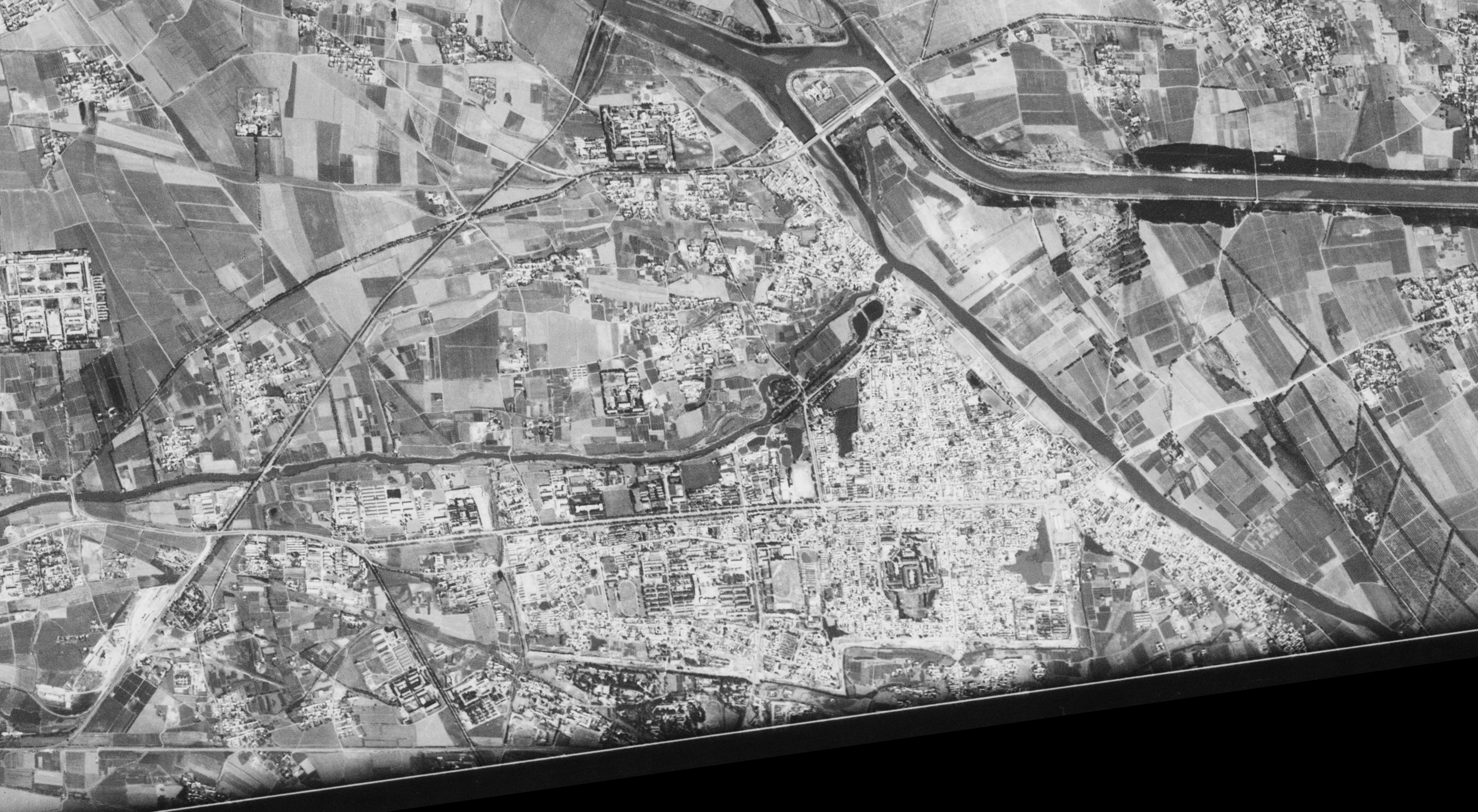
1967年拍摄的卫星照片。

新城南街是北京市通州区的一条胡同，位于今新华南路和新仓路之间。这条胡同曾是通州新城的三条东西向大街之一，另外两条是新城大街（在孙中山逝世后，更名为中山大街）和北后街（现已消失）。現在新城南街西部與西营房胡同相連。2009年，新城南街开始拆迁改造。

## 事件
1900年8月12日，八国联军入城，西门内和通州南街遭劫最惨，多人服毒药而死。
民国十几年，新城南街可能叫果敬宇的一个住户，买书茶社姓杨的女主角回家去做妾，被其母虐待致死。经死者的父亲告于县衙，只将其母押数月。

## 建築
- 竈君廟在新城南街，同治十年重修[7]。王芝祥在后院兴建东西厢房各3间作为校舍，招收五六十名儿童入学。他還在灶君庙内设“新城水会”，用于消防，配备了消防设施[1]。

## 名人
- 新城南街有通州区文物保护单位王芝祥故居，位于新城南街9号，解放后用作铁路职工子弟小学，文化大革命后变更通县教育局老干部活动站[8]。
- 面塑大师汤子博是新城南街人[9]。

|  | 通州 新城 北門 南門 新城南門 西門 東門 北極閣 文昌閣 敵樓 舊敵樓 鼓樓 文殊塔 南溪閘 減水閘 通流閘 新城大街 西大街 北大街 东大街 南关大街 南大街 西顺城街 天成巷 帥府街 東關大街 十字街 大、小紅牌樓胡同 新街下坡胡同 新街口 西倉 南倉 中倉 馬家胡同 熊家胡同 四眼井胡同 史家胡同 白將胡同 大条胡同 二条 三条胡同 小燒酒胡同 半截胡同 大燒酒胡同 中倉胡同 倉溝 史家胡同 石板胡同 如意胡同 蔡家胡同 教子胡同 東塔胡同 前剪子巷 后剪子巷 豆腐巷 八里橋 通利橋 哈叭橋 善人橋 臥虎橋 吾党橋 東水關 南水關 東海 西海 葫蘆頭 石壩 土壩 北運河 通州衛 理事廳 倉場署 刑錢府 江蘇局 浙江局 貢院 後營 東營房 西營房胡同 定邊衛 北後街 南街 黃亭 聖教寺 慈航寺 靜安寺 觀昌寺 文廟 武聖廟 大關廟 龍王觀 三官廟 萬壽宫 碧霞宫 射園 北果市 牛市口 魚市 糧食市 江米店 東柵欄口 西柵欄口 玉带河 |
|  | 光緒《通州志》中的“城池圖” |